# レモン市場
レモン市場（れもんしじょう、英: The Market for Lemons）は、市場における情報の非対称性の概念を探求した経済学分野の広く引用される画期的な論文である。この「レモン市場:品質の不確実性と市場メカニズム」という論文は、1970年にジョージ・アカロフによって書かれ、Quarterly Journal of Economicsに掲載された。この論文の知見は、その後、他の多くの種類の市場にも適用されてきた。しかし、アカロフの研究は中古車市場のみに焦点を当てていた。

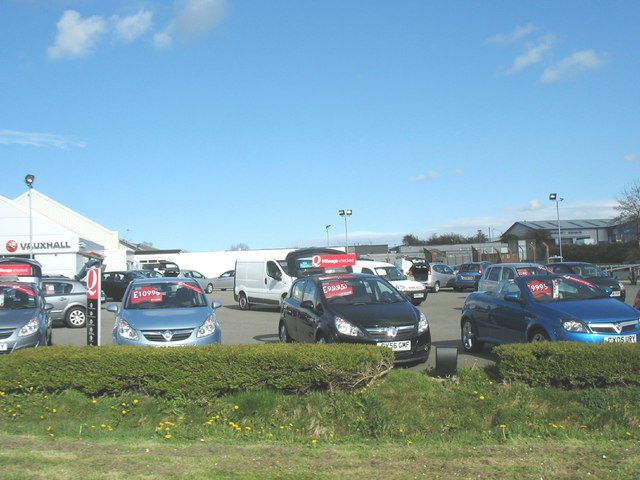
アカロフの論文では、品質の不確実性の問題の例として中古車の市場を取り上げている。高品質の中古車の所有者は、自分の車を中古車市場に出さないという結論に達している。車の買い手は低品質の中古車しか買えず、良質な中古車の市場が存在しないため、それに応じた値段で買うことになる

アカロフは、買い手と売り手の間に情報の非対称性が存在する市場において、取引される商品の品質がどのように低下するかを検証し、最終的には購入後に不良品であることが判明した商品が市場に残ることを論文のタイトルにある「レモン」という言葉で指摘している。アメリカの俗語で、レモンとは、購入後に不良品であることが判明した車のことを指す。
アカロフの「レモン市場」の理論は、情報の非対称性のある市場、特に中古車市場に適用される。市場内の情報の非対称性とは、買い手に比べて売り手の方が車の品質について多くの情報を持っていることに関係しており、逆選抜を生み出す。逆選抜とは、買い手が支払う意思のある低価格で高品質の商品を売ろうとしない売り手のために、買い手が結果的に低品質の商品を買ってしまう現象のことである。これにより、完全情報下の市場と比較して、市場で取引される商品の均衡価格と数量が低下し、市場が崩壊する可能性がある。
買い手が高品質の車（「ピーチ」）と「レモン」を区別できないとする。すると、買い手は「ピーチ」と「レモン」の価値を平均した固定価格（pavg）しか支払う意思がない。しかし、売り手は自分がピーチを持っているのかレモンを持っているのかを知っている。買い手が買う固定価格を考えると、売り手は「レモン」を持っている時のみ売ろうとする（plemon<pavg）。一方、「ピーチ」を持っている時は市場から撤退する（ppeach > pavg）。やがて、十分な数の「ピーチ」の売り手が市場から撤退すると、買い手の平均的な支払意思額は低下する（市場に出回る車の平均的な品質が低下したため）。これにより、さらに多くの高品質車の売り手が正のフィードバックループを通じて市場から撤退することになる。このように、情報を持たない買い手の価格は、逆選抜の問題を引き起こし、高品質の車を市場から駆逐してしまう。逆選抜は、市場の崩壊につながる可能性のある市場メカニズムである。
アカロフの論文は、価格が市場で取引される商品の品質をどのように決定するかを示している。低価格は高品質商品の売り手を追い払い、レモンだけを残す。2001年、アカロフはマイケル・スペンス、ジョセフ・E・スティグリッツとともに、非対称情報に関する研究でノーベル経済学賞を共同受賞した。

## 論文

### 主題

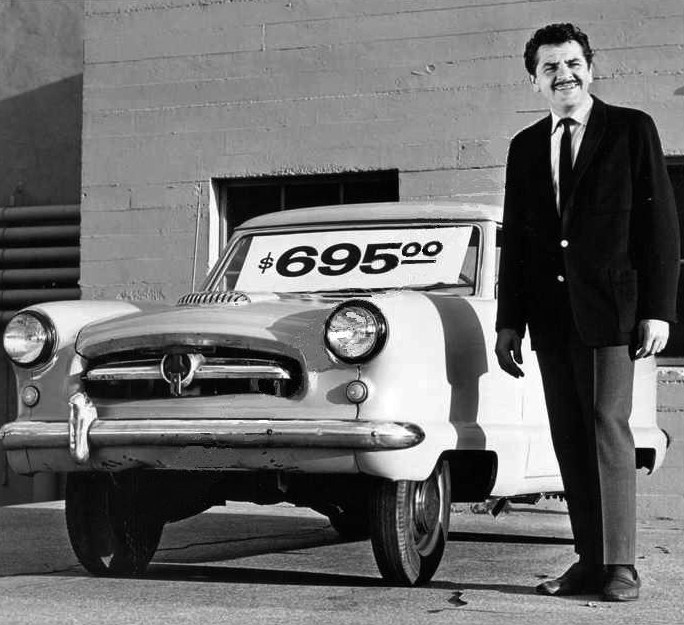
中古車セールスマンを演じる俳優のアーニー・コバックス

アカロフの論文では、品質の不確実性の問題の例として中古車の市場を取り上げている。中古車とは、最初の所有者による一定期間の使用と避けられない摩耗の後、所有権が他の人に移転される車のことである。良質な中古車（「ピーチ」）と不良な中古車（「レモン」）があり、通常、所有者の運転スタイル、整備の質と頻度、事故歴など、必ずしも追跡可能とは限らない複数の変数の結果として存在する。多くの重要な機械部品やその他の要素が見えないところにあり、点検が容易ではないため、車の買い手はその車がピーチなのかレモンなのかを事前に知ることができない。そのため、買い手は特定の車について最良の推測をし、その車が平均的な品質であると判断する。したがって、買い手は既知の平均的な品質の車の価格を支払う意思がある。つまり、丁寧に維持管理され、酷使されたことのない良質な中古車の所有者は、その車を売るに値する十分な高価格を得ることができないのである。
したがって、「ピーチ」の所有者は、自分の車が市場価格以上の価値があると考えているため、中古市場に出品しない。良質な車の撤退は、市場に出回る車の平均的な品質を低下させ、買い手は特定の車に対する期待を下方修正せざるを得なくなる。このことは、今度は中程度の品質の車の所有者にも売却を思いとどまらせることになる。その結果、品質に関して情報の非対称性がある市場では、グレシャムの法則で説明されているのと同様の特徴が見られる。すなわち、悪貨が良貨を駆逐するのである（グレシャムの原理は為替レートにより具体的に適用されるが、類推を変更することができる）。

### 問題の統計的概要
アカロフは、中古車の需要Dが車の価格pと品質µ=µ(p)に依存し、供給Sが価格のみに依存する状況を考える。経済的均衡はS(p)=D(p,µ)で与えられ、2つの取引者グループの効用は以下のように与えられる。
{\displaystyle U_{1}=M+\sum _{i=1}^{n}x_{i}}
{\displaystyle U_{2}=M+\sum _{i=1}^{n}{\frac {3}{2}}x_{i}}
ここで、Mは自動車以外の財の消費、xは車の品質、nは自動車の数である。Yi、Di、Siをグループiの所得、需要、供給とする。効用が線形であり、取引者がフォン・ノイマン＝モルゲンシュテルンの効用の最大化を目指し、その他のM財の価格が単位であると仮定すると、グループ1の車の需要D1は、μ/p>1の場合はY1/p、それ以外の場合はゼロとなる。グループ2の需要D2は、3μ/2>pの場合はY2/p、それ以外の場合はゼロとなる。市場の需要は以下のように表される。
{\displaystyle D(p,\mu )={\begin{cases}\left(Y_{2}+Y_{1}\right)/p&p<\mu ,\\Y_{2}/p&\mu <p<3\mu /2,\\0&p>3\mu /2,\end{cases}}}
グループ1は0から2の間の品質の車をN台売却し、グループ2は売却する車を持たないため、S1 = pN/2、S2=0となる。与えられた価格pに対して、平均的な品質はp/2であり、したがってD=0となる。情報の非対称性がある場合、中古車市場は崩壊する。

### 情報の非対称性
アカロフの論文では、品質の不均一性と情報の非対称性の相互作用により、保証が不確定な市場が消滅する可能性があることが説明されている。このモデルでは、買い手が事前に品質を判別できない（情報の非対称性による）ため、売り手には低品質の商品を高品質のものとして売りつける動機が存在する。しかし、買い手はこの動機を考慮に入れ、商品の品質が不確実であると考える。商品の平均的な品質のみが考慮されることになり、その結果、品質の面で平均以上の商品は市場から締め出されてしまう。このメカニズムが繰り返され、取引不成立均衡に至る。
この論文で説明されたメカニズムの結果として、品質の不確実性を伴う特定の状況下では、市場が全く存在しなくなる可能性がある。アカロフの論文で挙げられている例としては、中古車市場、発展途上国における正規の信用市場の欠如、高齢者が医療保険の購入で遭遇する困難などがある。しかし、特定の市場におけるすべてのプレーヤーが同じルールに従ったり、品質を評価する能力が同じであるとは限らない。そのため、全体としては妥当な品質と確実性の保証があるように見える市場の中で、情報量の少ないセグメントに低品質の商品を提供することが、一部の販売業者にとって明確な優位性を持つことになる。これは、買い手は注意せよというイディオムの基礎の一部である。
また、これは、情報に通じた消費者の方が良い消費者であるというイディオムの基礎となっている可能性が高い。この例として、高級な食べ物やワインの主観的な品質が挙げられる。個々の消費者は自分の好みの食べ物を最もよく知っており、高級店では支払いの前にほぼ常に匂いと味で品質を評価する。つまり、高級店で客がロブスターを注文し、肉が新鮮でない場合、客はロブスターをキッチンに送り返し、支払いを拒否することができる。しかし、食品の「最高品質」の定義は提供者を悩ませる。したがって、より良質で高価な様々なレストランが支持されているのである。

## 評価
ジョージ・E・ホファーとマイケル・D・プラットは、「中古車市場にレモン市場が実際に存在するかどうかについては、経済学の文献では意見が分かれている」と述べている。著者らの研究では、中古車販売を規制するために米国の州（例えばウィスコンシン州）が使用している「既知の欠陥規定」が効果的でないという仮説を支持している。これらの州で販売されている中古車の品質は、このような消費者保護法のない隣接州の車と比べて有意に良いわけではないからである。
American Economic ReviewとReview of Economic Studiesの両誌は、この論文を「些末なもの」として却下した。一方、Journal of Political Economyの査読者は、この論文が正しければ、どの商品も取引できなくなると主張し、不正確であるとして却下した。この論文が掲載されたのは、4回目の投稿先であるQuarterly Journal of Economicsになってからである。現在、この論文は現代経済理論で最も引用されている論文の1つであり、RePECで過去最多のダウンロード数を誇る経済学ジャーナル論文となっている（2022年2月時点で学術論文での引用回数が39,275回を超える）。この論文は、産業組織論や公共経済学からマクロ経済学や契約理論に至るまで、経済学のほぼすべての分野に深い影響を与えている。

## レモン市場の条件
レモン市場は以下の条件によって生み出される。
1. 情報の非対称性。売買前に買い手が商品の価値を正確に評価できず、売り手は売買前に商品の価値をより正確に評価できる。
2. 売り手には低品質の商品を高品質のものとして売りつける動機がある。
3. 売り手には信頼できる情報開示技術がない（優れた車を持つ売り手は、買い手にこれを信頼できる形で開示する方法がない）。
4. 売り手の品質が連続的に存在するか、平均的な売り手のタイプが十分に低い（買い手は売り手の品質について十分に悲観的である）。
5. 効果的な公的品質保証の欠如（評判または規制、および／または効果的な保証／担保の欠如）

### 市場崩壊のより一般的な数学モデル
アカロフの論文の論理を一般化することができる。車の集団にはピーチ{\displaystyle {\mathcal {P}}}とレモン{\displaystyle {\mathcal {L}}}の2種類があり、ピーチの品質{\displaystyle \mu (\cdot )}はレモンの品質よりも常に高いと仮定する。{\displaystyle \mu (\rho )>\mu (\ell ),\quad \forall \rho \in {\mathcal {P}},\;\ell \in {\mathcal {L}}}したがって、ピーチの効用{\displaystyle U(\cdot )}と価格{\displaystyle p}もレモンのそれらより常に高くなる。{\displaystyle \eta }を中古車市場で買い手がピーチに遭遇する確率とする。すると、中古車を購入する際の買い手の期待効用{\displaystyle U_{e}}は以下のようになる。{\displaystyle U_{e}=\eta U\left({\overline {\rho }}\right)+(1-\eta )U\left({\overline {\ell }}\right),\quad U'(\cdot )>0,\;U''(\cdot )<0}ここで、{\displaystyle {\overline {\rho }}}と{\displaystyle {\overline {\ell }}}はそれぞれ平均的なピーチとレモンを表す。買い手の期待効用は、ピーチに遭遇する確率が高くなるほど、単調で正の効用関数に対して常に増加する。{\displaystyle {\partial U_{e} \over {\partial \eta }}=U\left({\overline {\rho }}\right)-U\left({\overline {\ell }}\right)>0}さらに、買い手の期待効用の方程式は、情報的に対称な市場での均衡価格が以下のようになることを意味する。{\displaystyle p_{\text{sym}}^{*}=\eta U\left({\overline {\rho }}\right)+(1-\eta )U\left({\overline {\ell }}\right)}しかし、中古車市場は対称的な市場ではない。売り手はどの車がピーチでどの車がレモンかを知っているが、買い手はその2つを区別できない。売り手は、自分が所有する車の種類に応じて、オファー価格{\displaystyle O}に基づいて異なる意思決定ルールを持つ。{\displaystyle {\text{Sell}}\implies {\begin{cases}O\geq p_{\rho },\quad &({\text{Peach}})\\O\geq p_{\ell },\quad &({\text{Lemon}})\end{cases}}}ここで、定義により{\displaystyle p_{\rho }>p_{\ell }}である。また、ピーチとレモンのどちらについても、売り手は車の完全な価値よりも低い価格を受け入れる意思があると仮定される。{\displaystyle p_{\ell }<U\left({\overline {\ell }}\right)<p_{\rho }<U\left({\overline {\rho }}\right)}しかし、{\displaystyle p_{\text{sym}}^{*}<p_{\rho }}の場合、ピーチを所有する売り手はピーチを市場に出さず、均衡価格は下落する。これは、以下の場合に発生する。{\displaystyle \eta <{p_{\rho }-U\left({\overline {\ell }}\right) \over {U\left({\overline {\rho }}\right)-U\left({\overline {\ell }}\right)}}}このとき、非対称情報下の価格均衡は以下のようになる。{\displaystyle p_{\text{asym}}^{*}=\eta \left[U\left({\overline {\rho }}\right)-U\left({\overline {\ell }}\right)\right]\mathbb {I} (p_{\text{sym}}^{*}\geq p_{\rho })+U\left({\overline {\ell }}\right)}ここで、{\displaystyle \mathbb {I} (\cdot )}は指示関数である。レモンが市場を飽和させると、ピーチの売り手は均衡において自分たちの販売価格を満たす買い手と対応できないため、ピーチは市場から締め出される。この例の美しさは、非対称情報のある市場で製品の品質がどのように崩壊するかを示していることである。

## アメリカの法律
アカロフの論文が発表されてから5年後、アメリカではすべての州の市民を保護する連邦「レモン法」（マグナソン・モス保証法）が制定された。また、州によって異なる「レモン」に関する州法もあり、必ずしも中古車やリース車をカバーしているとは限らない。「レモン法」によって消費者に与えられる権利は、購入契約で表明された保証を上回ることがある。これらの州法は、一定の品質と性能の基準を繰り返し満たさない自動車に対して、消費者に救済を提供する。「レモン法」はこれらの法律の一般的な通称だが、各州でそれぞれ異なる名称の法律や法案があり、自動車以外のものもカバーしている場合がある。カリフォルニア州および連邦法では、「レモン法」は機械的なものすべてをカバーしている。
連邦の「レモン法」では、レモン法訴訟で勝訴した当事者の弁護士費用を保証人が支払う義務があることも規定されており、ほとんどの州のレモン法でも同様の規定がある。同じ欠陥で4回以上修理しなければならず、問題がまだ発生している場合、その車は「レモン」とみなされることがある。その欠陥は、車両の使用、価値、または安全性を実質的に妨げるものでなければならない。ディーラーおよびメーカーは、連邦法の下での欠陥、故障、不具合、または通常は州の「レモン法」の下での不適合性により、そのような車両を再取得した後、「レモン法買戻」としてタイトルをブランド化することが義務付けられている。ディーラーはそのような車両の「レモン法買戻」状態を開示しない場合、「現状有姿」または「すべての欠陥付き」のラベル表示では法的救済からディーラーを保護しない。

## モデルの発展
アカロフの元のモデルは、現実世界の市場をよりよく表現するためにいくつかのパラメータを調整することで発展してきた。アカロフは、取引コストが低い状況で、エージェントが立場を入れ替えることができる可能性を無視し、買い手と売り手を固定して市場を限定した。これは、情報の非対称性のある他の市場にも当てはまるが、中古車市場は買い手が車を購入して売り手になることができるという点でユニークである。キムは、市場におけるエージェントの変動性を組み込んだ。さらに、このモデルでは、売り手は売る車以外は均質であるため、行動は所有する車に依存するというアカロフモデルとは異なり、売り手は差別化されている。モデルのパラメータを変更することにより、この研究の知見は、レモンの原則は成り立たないと結論付けている。
デイリーとグリーンは、市場均衡を取引期間と非取引期間の区間に分割することでモデルを精緻化している。ここで、取引期間は確率的情報と分類される「ニュース」の到着によって促進される。悪いニュースの到来は、買い手がより悲観的になるため取引を促し、良いニュースは市場に対する信頼を確立する。均衡では、以下の状態が発生する。
- 売り手に対するポジティブな見方は、価格が資産の期待値である効率的な市場をもたらす。
- 売り手に対するネガティブな見方は、資産の部分的な売却につながる。
- 売り手に対する無関心な見方は、消費者がより多くの情報を待つ非取引期間につながる。

ポジティブな見方とネガティブな見方の両方の売り手は最終的に均衡で取引するため、アカロフのモデルで蔓延していた取引の非効率性は緩和される。しかし、ニュースをモデルに組み込むことで、新たな非効率性が生じる。これは、市場にニュースが多く導入されると遅れが発生するというものである。理論的には、ニュースが多いほど情報の非対称性によって引き起こされる市場の非効率性は減少するはずである。構築された動的市場モデルは、これが部分的にしか当てはまらないことを示している。
ザボロキナ、シュレーゲル、スワビアンは、ブロックチェーンが情報の非対称性に関する問題を解決できるため、最新技術の利点をモデルに組み込んだ。情報の信頼性は車の評価の正確性を向上させるが、保存された情報の利点は買い手の解釈に限定される。情報は車の専門知識のない消費者にも理解できるものでなければ、意思決定のための効果的なメカニズムにはならない。

## 実証研究
アカロフの「レモン市場」論文は中古車市場のみに焦点を当てて書かれたものだが、この理論を中古車市場以外の他の市場にも多数応用できる。応用例には、健康保険、車両関連保険、そして労働市場などがあり、アカロフの理論と同様に、これらの例はすべて逆選抜による市場の失敗につながる可能性がある。
中古車市場以外では、保険会社は高リスクと判断された個人に高額な保険料を請求する。このような人々は保険会社に多くの請求をする可能性が高いからである。その結果、高リスクの個人は請求の増加により保険会社により多くの金銭を支払う可能性が高いため、保険会社にとってコストがかかる可能性が高い。アカロフの理論は、保険会社が個人のポリシーに基づく請求の可能性が高いことを補償しようとして、リスクを多く負っていると考える個人により高い保険料を請求するというこのシナリオを説明するために使用されてきた。
実証研究のもう1つの例は、雇用主が被雇用者よりも被雇用者のスキルや経験についての情報を多く持っている可能性があるため、賃金差別が要因となる可能性がある労働市場である。これは、従業員が仕事に応募する際にも当てはまる。雇用主は、特定の分野での過去の職歴のある労働者の雇用を躊躇したり、決定したりしないかもしれない。その結果、過去の経験がない、あるいは労働力市場に新規参入した人は、雇用主に拒否されることになる。
健康保険も逆選抜の考慮事項に該当する。医療問題の家族歴のない健康な個人は、保険料を支払う必要性を感じないため、健康保険の購入を選択しないかもしれない。一方、既往症のある個人や医療問題の家族歴のある個人は、健康保険を購入する可能性が高い。その結果、健康な個人は市場から押し出され、保険加入者のグループが小さくなり、保険の購入を決めた他の個人の健康保険の価格/保険料が引き上げられる。

## 健康保険業界
健康保険業界にとっての大きな懸念事項は、消費者と保険会社の間に存在する情報の非対称性が市場の失敗につながる可能性がある逆選抜である。
このように考えてみよう。遺伝性疾患の知識のない若くて健康な個人は、癌が家系に流行っていることを知っている別の個人や、胸に痛みを感じ始めたことを知っている個人よりも、保険に加入する可能性ははるかに低い。すべての「健康な」個人が健康保険は必要ないと判断した場合、健康保険市場はこれらすべての高リスクの「不健康な」消費者によって支配されることになる。この逆選抜を知らない保険会社は、法外な額の健康保険請求の支払いを始めることになる。これにより、保険会社はすべての人の健康保険料を引き上げざるを得なくなる。これにより、健康な個人がさらに市場への参入を思いとどまり、健康保険市場でのさらなる逆選抜が生じる。これは最終的に市場の失敗につながる。
保険会社は、市場の情報の非対称性から自らを守るために、広範な申込プロセスを用意している。これには、過去の病歴の検査、血液サンプル、医学的検査、署名済みの質問票などが含まれ、消費者が自分の健康状態について透明性を持ち、正直であることを確認するためのものである。保険会社はまた、健康状態が悪いことを理由に申込者を拒否したり、高リスクの個人の保険料を急激に引き上げたり、健康保険のポリシーから除外事項（がん、精神疾患など）を追加したりすることもできる。健康上の問題や加齢に伴う病気は、個人が年をとるにつれて発生する可能性が高いため、保険料は年齢とともに引き上げられる。